# لوسنیش
لوسنایش (به آلمانی: Lösnich) یک شهر در آلمان است که در برنکاستل-ویتلیش واقع شده‌است. لوسنایش ۴۳۳ نفر جمعیت دارد.